# فارنبوروغ

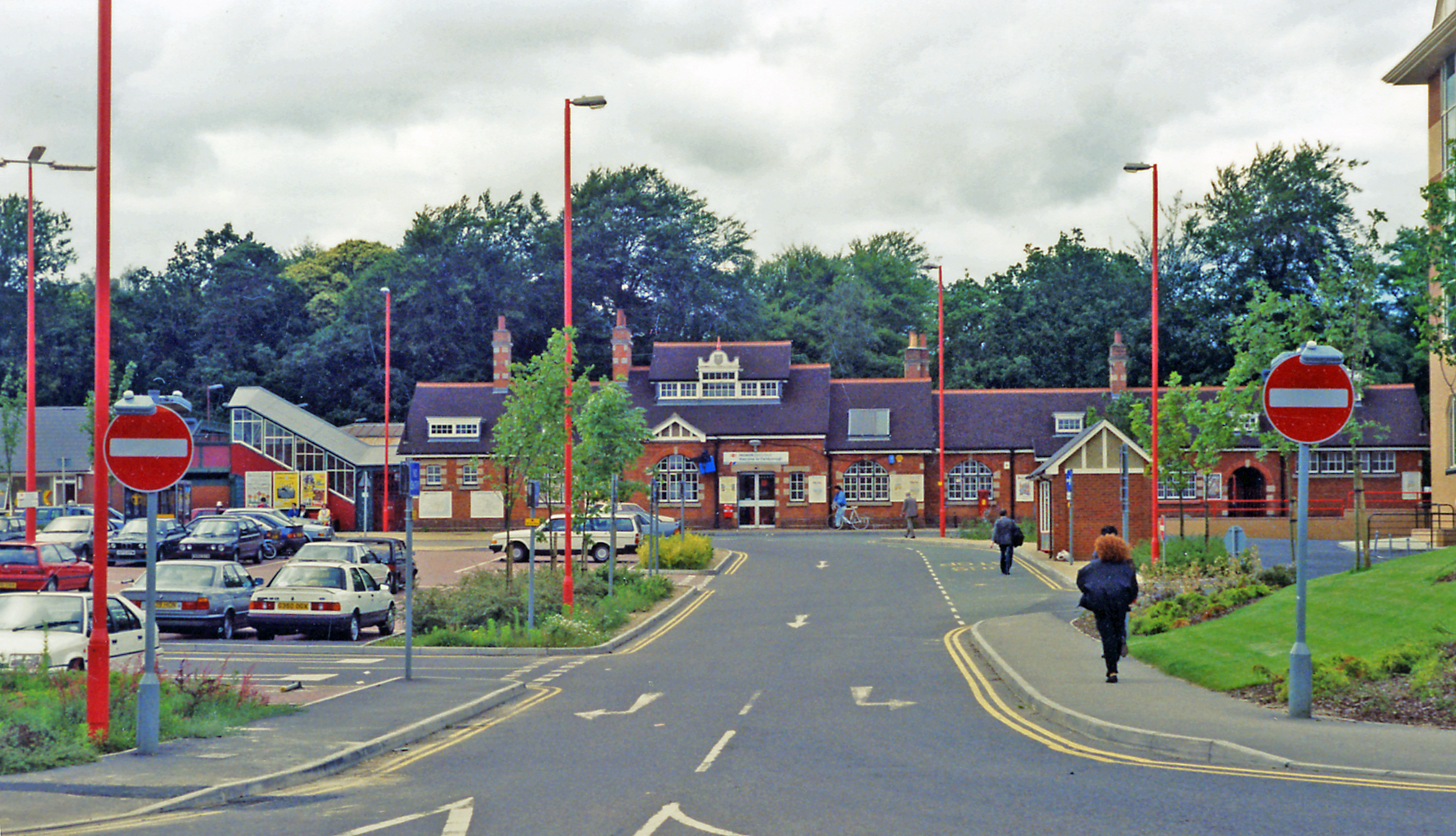
محطة القطار الرئيسية في فارنبرة، سنة 1991 م.

فارنبوروغ (Farnborough)، هي مدينة تقع في منطقة روشمور بمقاطعة هامبشاير في إنجلترا. يبلغ عدد سكانها حوالي 57,486 نسمة حسب تعداد عام 2011، وتُعد من المراكز المهمة في مجالات الطيران والهندسة والتكنولوجيا.
تُعرف فارنبورو بارتباطها الوثيق بعالم الطيران، إذ لعبت دورًا بارزًا في تطوره بالمملكة المتحدة. ومن أبرز معالمها ومؤسساتها في هذا المجال: مطار فارنبورو، ومعرض فارنبورو الدولي للطيران، وفرع تحقيقات حوادث الطيران، بالإضافة إلى المؤسسة الملكية للطائرات. كما ارتبط اسم المدينة بالرائد في مجال الطيران صمويل كودي، الذي يُعد من أوائل من قاموا برحلات طيران في بريطانيا.

## المناخ
يظهر الجدول التالي التغييرات المناخية على مدار السنة لفارنبوروغ:
| البيانات المناخية لـفارنبوروغ     | البيانات المناخية لـفارنبوروغ | البيانات المناخية لـفارنبوروغ | البيانات المناخية لـفارنبوروغ | البيانات المناخية لـفارنبوروغ | البيانات المناخية لـفارنبوروغ | البيانات المناخية لـفارنبوروغ | البيانات المناخية لـفارنبوروغ | البيانات المناخية لـفارنبوروغ | البيانات المناخية لـفارنبوروغ | البيانات المناخية لـفارنبوروغ | البيانات المناخية لـفارنبوروغ | البيانات المناخية لـفارنبوروغ | البيانات المناخية لـفارنبوروغ |
| الشهر                             | يناير                         | فبراير                        | مارس                          | أبريل                         | مايو                          | يونيو                         | يوليو                         | أغسطس                         | سبتمبر                        | أكتوبر                        | نوفمبر                        | ديسمبر                        | المعدل السنوي                 |
| --------------------------------- | ----------------------------- | ----------------------------- | ----------------------------- | ----------------------------- | ----------------------------- | ----------------------------- | ----------------------------- | ----------------------------- | ----------------------------- | ----------------------------- | ----------------------------- | ----------------------------- | ----------------------------- |
| متوسط درجة الحرارة الكبرى °م (°ف) | 7.7 (45.9)                    | 8.0 (46.4)                    | 10.9 (51.6)                   | 13.8 (56.8)                   | 17.3 (63.1)                   | 20.3 (68.5)                   | 22.7 (72.9)                   | 22.3 (72.1)                   | 19.2 (66.6)                   | 15.0 (59.0)                   | 10.7 (51.3)                   | 7.9 (46.2)                    | 14.7 (58.4)                   |
| المتوسط اليومي °م (°ف)            | 4.5 (40.1)                    | 4.5 (40.1)                    | 6.8 (44.2)                    | 9.0 (48.2)                    | 12.3 (54.1)                   | 15.3 (59.5)                   | 17.6 (63.7)                   | 17.2 (63.0)                   | 14.5 (58.1)                   | 11.1 (52.0)                   | 7.2 (45.0)                    | 4.8 (40.6)                    | 10.4 (50.7)                   |
| متوسط درجة الحرارة الصغرى °م (°ف) | 1.3 (34.3)                    | 1.0 (33.8)                    | 2.7 (36.9)                    | 4.1 (39.4)                    | 7.3 (45.1)                    | 10.3 (50.5)                   | 12.4 (54.3)                   | 12.1 (53.8)                   | 9.7 (49.5)                    | 7.1 (44.8)                    | 3.6 (38.5)                    | 1.6 (34.9)                    | 6.1 (43.0)                    |
| معدل هطول الأمطار مم (إنش)        | 67.8 (2.67)                   | 49.0 (1.93)                   | 50.3 (1.98)                   | 48.5 (1.91)                   | 52.4 (2.06)                   | 45.6 (1.80)                   | 45.0 (1.77)                   | 52.8 (2.08)                   | 57.0 (2.24)                   | 79.2 (3.12)                   | 74.4 (2.93)                   | 69.2 (2.72)                   | 691.2 (27.21)                 |
| ساعات سطوع الشمس الشهرية          | 53.2                          | 75.2                          | 112.2                         | 166.5                         | 193.3                         | 185.0                         | 212.0                         | 201.0                         | 142.9                         | 112.4                         | 67.5                          | 50.6                          | 1٬571٫8                       |
| المصدر: Met Office                |                               |                               |                               |                               |                               |                               |                               |                               |                               |                               |                               |                               |                               |

## أعلام
- كريستوفر والاس
- هيلين غوش
- فيونا سميث
- ستيف بينيت
- بام كوك
- آرشي تورنر
- فيليب غيلبرت
- كريستين كيلر

## المصدر
1. ↑   http://www.citypopulation.de/UK-Cities.html. {{استشهاد ويب}}: |url= بحاجة لعنوان (مساعدة) والوسيط |title= غير موجود أو فارغ (من ويكي بيانات) (مساعدة)
2. ↑  GeoNames (بالإنجليزية), 2005, QID:Q830106
3. ↑  "Population Estimates for UK, England and Wales, Scotland and Northern Ireland, Mid-2021". Office for National Statistics. مؤرشف من الأصل في 2025-07-14. اطلع عليه بتاريخ 2022-06-19.
4. ↑  "Farnborough Climate 1981–2010". يونيو 2011. مؤرشف من الأصل في 2017-11-13. اطلع عليه بتاريخ 2018-02-27.